# Newton (film)
Newton è un film del 2017 diretto da Amit V. Masurkar.

## Riconoscimenti
- Festival internazionale del cinema di Berlino 2017: 
  - Premio CICAE Art Cinema
- Hong Kong International Film Festival 2017: 
  - Young Cinema Competition Jury Award
- International Film Festival of Kerala 2017: 
  - FIPRESCI Award: Best International Film
  - NETPAC Award: Best Asian Film
- Asia Pacific Screen Awards 2017: 
  - Miglior attore a Rajkummar Rao
  - Migliore sceneggiatura a Amit V Masurkar, Mayank Tewari
- Star Screen Awards 2017: 
  - Best Actor (Critics) a Rajkummar Rao
  - Best Film (Critics)
- Filmfare Awards 2018: 
  - Miglior film (Riconoscimenti della critica)
  - Migliore storia a Amit V Masurkar
- National Film Awards 2018: 
  - Best Feature Film (Hindi)
  - Special Mention (Actor) a Pankaj Tripathi
- International Indian Film Academy Awards 2018: 
  - Miglior montaggio a Shweta Venkat Mathew
  - Migliore storia a Amit V Masurkar
- Asian Film Awards 2018: 
  - Migliore sceneggiatura a Amit V Masurkar, Mayank Tewari
- Bollywood Film Journalists Awards 2018: 
  - Best Feature Film
  - Best Actor a Rajkummar Rao
- News18 Reel Movie Awards 2018: 
  - Best Director a Amit V Masurkar
  - Best Supporting Actor a Pankaj Tripathi
  - Best Editing a Shweta Venkat Mathew